# 康王路
康王路是广州市荔湾区一条贯穿南北的城市主干道。全路分北、中、南三段，北起东风西路，南接镇安路。全路长约2.8公里、宽40米，设置双向8车道。未来将会向北延长，下穿流花湖、流花路、广园西立交后直通广园西路。

## 历史
康王路的兴建，是为了解决荔湾区没有一条贯穿南北的主干道带来的交通问题，道路于1996年8月立项建设，建设工程包括扩宽镇安路、帶河路、康王直街以及拆迁康王上街、康王下街等地的民居。工程分两期建设：2000年10至12月为第一期，建成中山七路至长寿西路段；2001年7月至2002年4月为第二期，完成东风西路至中山七路段和长寿西路至杉木栏路段。2002年5月1日，全线建成通车。
康王路的名字来源于附近原有的一座康王庙，该庙纪念北宋的爱国将领康保裔。因建于21世纪初期及附近有世纪广场，曾被命名为世纪路。后广州市地名办调查和综合各方意见后，并根据“尊重当地群众意愿，反映当地历史文化经济等特征以及市政道路不用公司名称、楼盘等名字命名”的道路命名原则，该路正式被命名为康王路。
道路兴建过程中，为保护广州保存下来的唯一近代专业会馆锦纶会馆，广州市人民政府出资对其进行整体平移，以保持其原貌。会馆已于2005年1月18日重新对公众开放。
2004年11月22日下午1时许，康王中路新光城市广场对开路面发生塌陷，造成一30余平方米、深达7-8米的陷坑。此次地陷系由于连接地铁陈家祠站与该广场地下二层的地下通道施工引起，具体原因已无从考究，一说是掘地过深、缺乏必要维护措施所致。该地下通道开发计划至今仍然搁置。
2013年1月28日下午4時40分，康王南路與杉木栏路交會處因地鐵6號線文化公園站工地爆破不當導致地陷，有商舖和榕樹陷入坑內，所幸無人傷亡。塌陷後，當局用混凝土填坑，期間又發生2次地陷。事後，康王南路被临时封閉，19條公交線路臨時改道。2月底恢复道路交通，地铁公司表示会赔偿受损的财物。

## 未来发展
现正兴建康王路下穿流花湖隧道，依次下穿东风西路、流花湖公园、流花路、站前路、环市西路，北接广园西路。建成后，将会充分利用康王路的道路通行能力，分流人民路高架车流。

## 邻近建筑
- 广州市第四中学
- 陈家祠
- 新光城市广场
- 锦纶会馆
- 华林寺
- 上下九商业步行街
- 文化公园

## 与之交汇道路
顺序由北往南排列，粗体字为主干道
- 东风西路
- 西华路
- 中山七路
- 龙津中路/龙津东路
- 长寿西路
- 下九路（地下穿越，路面不交汇）
- 十八甫路
- 和平中路
- 杉木栏路/十三行路
- 镇安路

## 公共交通
- 广州地铁6号线、广州地铁8号线文化公園站
- 广州地铁8号线華林寺站
- 广州地铁1号线、广州地铁8号线陳家祠站

均在鄰近康王路位置設有出口。